# L. T. C. Rolt
Lionel Thomas Caswall Rolt, auch Tom Rolt (* 11. Februar 1910 in Chester; † 11. Mai 1974 in Stanley Pontlarge, Gloucestershire) war ein britischer Schriftsteller und Technikhistoriker. Er nimmt eine besondere Stellung in der industriellen Archäologie in Großbritannien ein und ist für mehrere Biographien über viktorianische Ingenieure bekannt.

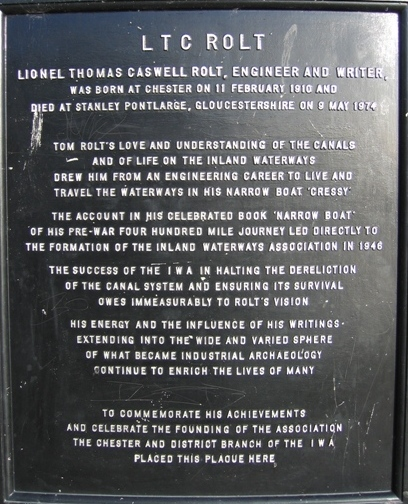
Erinnerungsplakette an Rolt

## Leben
Rolts Vater Lionel lebte lange Zeit in Übersee (unter anderem auf einer Rinderfarm in Australien, einer Plantage in Indien und mit wenig Erfolg im Goldrausch am Yukon). Nach der Rückkehr nach England verlor er das meiste Geld in einer Fehlinvestition in eine Firma und die Familie zog daraufhin nach Stanley Pontlarge.
Rolt besuchte das Cheltenham College, begann eine Lehre als Dampfmaschinen-Maschinist bei den Kerr Stuart Eisenbahnwerken in Stoke-on-Trent, wo sein Onkel Kyrle Willans leitender Entwicklungsingenieur war. In den 1930er Jahren wurde er in der damaligen Wirtschaftskrise arbeitslos, nahm an Oldtimerrennen teil und wurde Teilhaber einer Autowerkstatt in Hartley Wintney in Hampshire. 1934 war er einer der Gründer des Vintage Sports Car Clubs und er war Gründer des Automobilclubs Prescott Hill Climb.
1936 kaufte er das Kanalboot Cressy seines Onkels zurück, baute es in ein Hausboot um und bereiste damit die englischen Kanäle. In dieser Zeit lebte er auch auf seinem Hausboot. 1939 heiratete er. Im Zweiten Weltkrieg arbeitete er für die Rolls-Royce-Werke, die damals Motoren für Spitfire-Jagdflugzeuge herstellten. 1944 erschien sein Buch über sein Leben auf englischen Kanälen (Narrow Boat), das ein Bestseller wurde und unmittelbar zur Gründung der Inland Waterways Association (IWA) führte (durch Robert Aickman und Charles Hadfield), deren erster Sekretär Holt war. Die englischen Kanäle waren 1947 verstaatlicht worden und vielen drohte die Schließung, wogegen Rolt und die Gesellschaft in erfolgreichen Kampagnen angingen. Da Rolt auf sein Einkommen als Schriftsteller angewiesen war und sich in verschiedenen Punkten mit den Gründern der Gesellschaft überworfen hatte, wurde er 1951 ausgeschlossen. Er wurde stattdessen 1951 Vorsitzender einer Gesellschaft, die historische Eisenbahnen als Touristenattraktion unterhielt (Talyllyn Railway Preservation Society in Towyn (Tywyn) in Wales). Auf diesem Gebiet war er damals ein Pionier. Eine der Lokomotiven der Gesellschaft ist heute nach ihm benannt. Er lebte ab 1953 wieder in seinem Heimatort Stanley Pontlarge und heiratete nach Trennung von seiner ersten Frau ein zweites Mal, die ehemalige Schauspielerin Sonia Rolt (1919–2014), die er 1945 kennenlernte und mit der er zwei Söhne hatte.
In den 1950er Jahren hatte Rolt seinen Durchbruch als Technikhistoriker mit einer Reihe von Biographien viktorianischer Ingenieure. Insbesondere seine Biographie von Isambard Kingdom Brunel führte zu einer Wiederbelebung des Interesses an dem damals fast vergessenen Ingenieur. Weitere Biographien über George Stephenson und Robert Stephenson, Thomas Telford, Richard Trevithick, Thomas Newcomen, James Watt folgten. Er schrieb auch Bücher zum Beispiel über Eisenbahnunfälle und eine dreibändige Autobiographie.

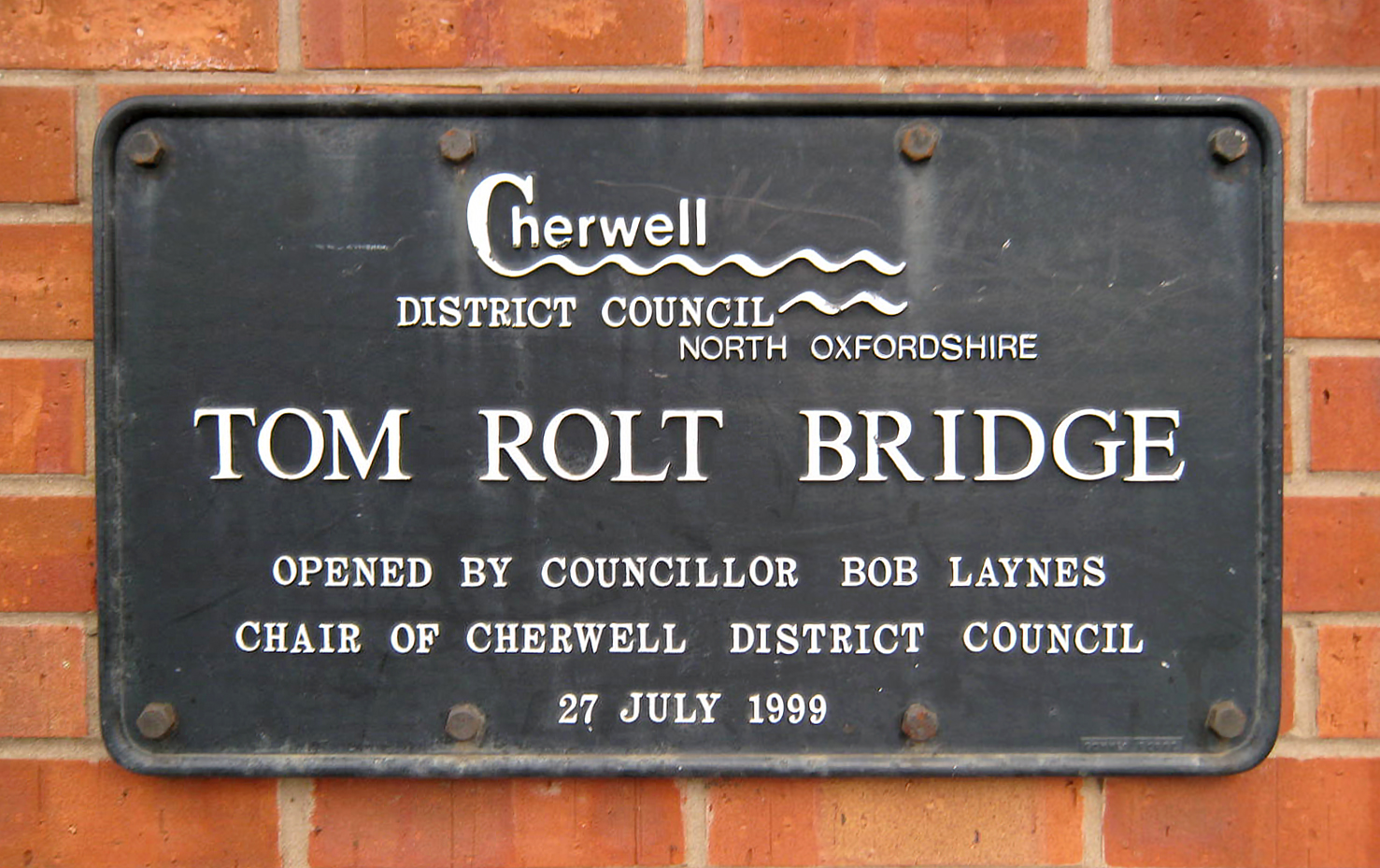
Plakette an der nach ihm benannten Brücke über den Oxford-Kanal

Rolt war Vizepräsident der Newcomen Society, die einen Preis in seinem Namen stiftete (Rolt Prize), und im Rat des Science Museum in London und des National Railway Museum in York. Auch an der Gründung des Ironbridge Gorge Museum im Severn Tal war er beteiligt. Er war Fellow der Royal Society of Literature und erhielt Ehrendiplome der Universitäten von Newcastle und Bath. Er war einer der Gründer der Association for Industrial Archaeology, bei der eine jährliche Vorlesung (Rolt Lecture) nach ihm benannt ist.
Eine Brücke am Oxford Canal in Banbury ist nach ihm benannt.

## Schriften
Bibliographie seiner Werke von Ian Rogerson und anderen (M. & M. Baldwin 1994)

### Kanäle, Wasserwege
- Narrow boat, Eyre and Spottiswoode 1944 (Bericht einer 400 Meilen langen Reise in seinem Kanalboot Cressy auf englischen Kanälen), Reprint The History Press 2000, 2010
- Green and silver, George Allen and Unwin 1949
- The inland waterways of England, George Allen & Unwin 1950
- The Thames from mouth to source, 1951
- Navigable Waterways, Longmans 1969, Hutchinson, London 1973
- From sea to sea: the Canal du Midi, Allen Lane 1973

### Eisenbahn
- mit Patrick Whitehouse Lines of character, Constable and Robinson 1952
- Railway adventure, Constable 1953, The History Press 2010 (teilweise autobiographisch, über die Anfangsjahre der Talyllyn Railway)
- Red for Danger: A History of Railway Accidents and Railway Safety, The Bodley Head 1955, 2. Auflage 1966, Reprints: Sutton Publishing 1998, The History Press 2010 (Eisenbahnunfälle)
- Patrick Stirling's locomotives, Hamish Hamilton 1964
- The making of a railway, Evelyn 1971

### Biographien
- Isambard Kingdom Brunel: a biography, Longmans Green 1957, Penguin 1989[4]
- Thomas Telford, Longmans Green 1958, Methuen 1967, The History Press 2010
- The Cornish giant: the story of Richard Trevithick, father of the steam locomotive, Lutterworth Press 1960
- George and Robert Stephenson: the railway revolution, Longmans Green 1960, Reprint Amberley Press[5] 2010
- Great Engineers, G. Bell, London 1962
- James Watt, Anova Books, Batsford 1962
- Thomas Newcomen: The prehistory of the steam engine, David & Charles, 1968

### Firmengeschichte, Industriegeschichte
Rolt wurde ab Ende der 1950er Jahre von vielen Firmen beauftragt, ihre Geschichte zu schreiben, was aber vielfach nur firmenintern veröffentlicht wurde.
- Holloways of Millbank: The first seventy-five years, 1958
- The Dowty story, Teil 1, 1962, Teil 2, 1973
- A Hunslet Hundred: one hundred years of locomotive building by the Hunslet Engine Company, 1964
- The Mechanicals: progress of a profession, 1967
- Waterloo Ironworks: a history of Taskers of Andover, 1809–1968, 1969
- Victorian engineering, Allen Lane/Penguin 1970, Reprint Alan Sutton 2007, The History 2010 (behandelt u. a. die Britannia Bridge von Stephenson, den Bau des Londoner Abwassersystems, des Severn Tunnels und des Kristallpalasts von Paxton)
- Tools for the Job: A Short History of Machine Tools, Batsford 1965
- The potters' field: a history of the South Devon ball clay industry, 1974

### Autobiographisches
- Landscape with Machines, London: Longman, 1971, ISBN 0-582-10740-7 (erster Teil seiner Autobiographie)
- Landscape with Canals, 1977 (zweiter Teil seiner Autobiographie)
- Landscape with Figures, 1992 (dritter Teil seiner Autobiographie)
- The Landscape Trilogy, Sutton Publishing 2001, Paperback 2005 (alle drei Teile in einem Band)

### Sonstiges
- The Aeronauts: A History of Ballooning 1783-1903, Methuen 1967, Neuauflage als The Balloonists: The History of the First Aeronauts, Sutton Publishing 2006, The History Press 2010
- A picture history of motoring, Hulton Press 1956
- Two Ghost Stories, 1994
- High horse riderless, George Allen and Unwin 1947 (kritische Betrachtungen in der Art von C. P. Snows Two Cultures und Plädoyer für Umweltschutz)
- Sleep No More: Railway Canal and other stories of the Supernatural, Constable 1948, The History Press 2010 (Geistergeschichten)
- Worcestershire, Robert Hale 1949
- Horseless carriage: the motor car in England, 1950
- Winterstoke, 1954 (Geschichte einer fiktiven Stadt in den Midlands)
- The clouded mirror, Lane 1955 (Reiseberichte u. a.), 2009 unter dem gleichen Titeln mit Auszügen aus den Autobiographien von Rolt neu veröffentlicht

## Belege
1. ↑  Biographie von Sonia Rolt, sie schrieb das Buch A canal people
2. ↑  Sonia Rolt – obituary. Nachruf in The Daily Telegraph vom 7. November 2014 (englisch, abgerufen am 8. November 2014).
3. ↑  Liste seiner Hauptwerke
4. ↑  Zu seiner Brunel Biographie mit Link auf Review
5. ↑  Ehemals Sutton Publishing

| Personendaten    | Personendaten                                               |
| ---------------- | ----------------------------------------------------------- |
| NAME             | Rolt, L. T. C.                                              |
| ALTERNATIVNAMEN  | Rolt, Lionel Thomas Caswall (vollständiger Name); Rolt, Tom |
| KURZBESCHREIBUNG | britischer Schriftsteller und Technikhistoriker             |
| GEBURTSDATUM     | 11. Februar 1910                                            |
| GEBURTSORT       | Chester                                                     |
| STERBEDATUM      | 11. Mai 1974                                                |
| STERBEORT        | Stanley Pontlarge, Gloucestershire                          |